# Біженці та вимушені переселенці російсько-української війни (з 2014)
Біженці та вимушені переселенці російсько-української війни — громадяни України, іноземці або особи без громадянства, які були змушені покинути своє місце проживання через російсько-українську війну.
| Звіт ООН щодо розподілу біженців за країнами на березень 2015 року                                                                   |
| - Україна: 1 117 000 (59.4%) - Росія: 625 000 (33.2%) - Білорусь: 80 000 (4.3%) - Польща: 44 000 (2.3%) - інші країни: 14 000 (0.7%) |

Внутрішньо переміщених осіб (ВПО) прийнято також називати вимушеними переселенцями або просто переселенцями. Від біженців вони відрізняються тим, що не виїжджають за межі країни, громадянами якої є.
Станом на березень 2015 року загальне число осіб, що покинули свої домівки внаслідок окупації Криму та війни на Донбасі становило майже 2 млн осіб.
Після повномасштабного вторгнення Росії 2022 року кількість біженців сягнула 8 мільйонів. Це стало найбільшою міграційною кризою в Європі з часів Другої світової війни.
Станом на жовтень 2024 року за даними Євростату в країнах ЄС перебувають 4,2 мільйони українців, які отримали тимчасовий захист.

## Загальна кількість
До 28 листопада 2014 року, за даними ООН, загальне число біженців перевищило 1 мільйон осіб.
У березні 2015 року загальне число біженців становило понад 1 мільйон 941 тисяча осіб.
На лютий 2023 року з початку повномасштабного вторгнення 2022 року, за даними ООН, з України виїхало близько 8 млн людей. 5,3 млн стали внутрішньо переміщеними особами в межах України.
На січень 2023 року в Україні офіційно зареєстровано 4 мільйони 867,106 тисяч ВПО.
За даними Міжнародної організації з міграції на лютий 2024 року близько 3,7 мільйона осіб є внутрішніми переселенцями в Україні, майже 6,5 мільйонів — по всьому світу. Понад 4,5 мільйона повернулися з евакуації додому на з-за кордону, або з інших областей країни.

## Внутрішньо переміщені особи
Немає даних (АР Крим та м. Севастополь)
   < 0,50%
   0,50% - 1,00%
   1,10% - 3,00%
   3,10% - 12,00%
   12,10% - 35,15%

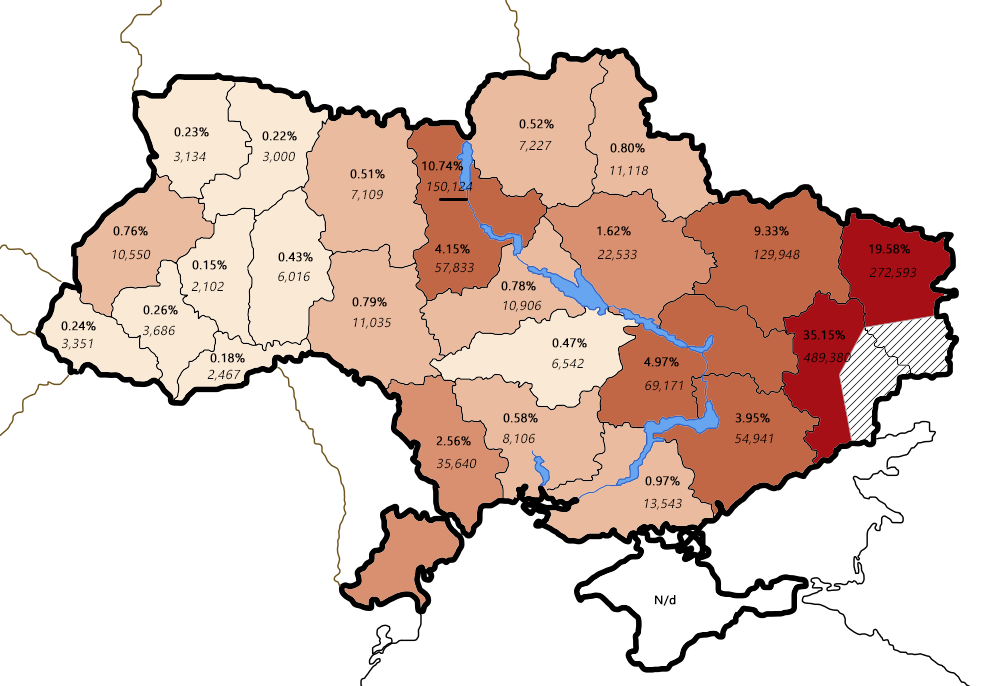
Густина внутрішньо переміщених осіб до місцевого населення по областях станом на липень 2019
Немає даних (АР Крим та м. Севастополь)
< 0,50%
0,50% - 1,00%
1,10% - 3,00%
3,10% - 12,00%
12,10% - 35,15%

Станом на 2 липня 2014 року із зони Антитерористичної операції за допомогою державних служб України було переміщено понад 27 тисяч осіб.
Станом на 18 вересня 2014 року, згідно з даними Агентства ООН у справах біженців, загальне число внутрішньо переміщених осіб становило 275 695 осіб. З них 257 тис. були переселенцями з зони бойових дій на Донбасі, а майже 18 тис. — з окупованого Росією Криму.
За даними української влади, станом на середину листопада 2014 року із зони антитерористичної операції виїхало 445 178 осіб, зокрема більше ніж 122 тис. дітей та 87 тис. інвалідів та осіб похилого віку. Значна кількість внутрішньо переміщених осіб, переважно пенсіонери з Горлівки та Дебальцевого, мешкала у Костянтинівці (59 тис.) та Бахмуті (Артемівську) й Бахмутському (Артемівському) районі.
Звіт ООН від 28 листопада 2014 року зазначав, що кількість внутрішньо переміщених осіб становить 490 046 осіб — вони виїхали з зони бойових дій до інших областей України.
У березні 2015 року, за даними Управління з координації гуманітарних питань при ООН, число внутрішньо переміщених осіб всередині України сягнуло 1 мільйона 177 тисяч осіб.
Станом на 19 липня 2015 року, за даними Регіонального представництва ООН у справах біженців, на підконтрольній Україні території взято на облік 1 382 000 переселенця із Донбасу та Криму. За словами Міністра соціальної політики України Павла Розенка, щотижня на облік в управліннях соціального захисту населення стають 15-20 тисяч переміщених осіб.
Станом на 16 травня 2016 року, за даними структурних підрозділів соціального захисту населення обласних та Київської міської державних адміністрацій взято на облік 1 780 946 внутрішньо переміщених осіб (ВПО) або 1 439 428 сімей з Донбасу і Криму.
Проблема зі статистикою обліку переселенців є така, що не всі переселенці йдуть одразу реєструватись до органів соціального захисту населення. Тому реальна кількість осіб, котрі перемістились усередині країни, залишається невідомою та може бути вищою.

### Розселення переселенців в Україні
Місця для поселення переселенців із зони антитерористичної операції були облаштовані у м. Святогірськ Донецької області, який станом на середину червня 2014 року надав притулок 18 тис. переселенців. Місту надається також допомога Харківською областю.
Найбільша кількість ВПО розміщена у районах, що безпосередньо оточують зону, охоплену конфліктом, — у підконтрольних районах Донецької та Луганської областей, а також у Харківській, Дніпропетровській та Запорізькій областях.
Станом на грудень 2014 року для вимушених внутрішніх переселенців, в першу чергу для соціально незахищених груп населення, споруджуються швидкозбірні будиночки з електричним опаленням та водопостачанням у Харкові (36 будинків на 490 осіб), Дніпропетровську та Запоріжжі, надані Німеччиною.
За даними дослідження Міжнародної організації з міграції, проведеному у березні 2019 року, 23 % переселенців збираються повернутися додому після завершення війни (кілька років тому показник сягав майже 50 %), 18 % — можливо. Ще 34 % заявили, що повертатися не збираються. У 51 % переселенців на окупованих територіях лишилися рідні.
Просторові особливості вимушеного переселення в Україні станом на лютий 2023 р. проаналізовано у статті М. Влах «Географічний профіль внутрішнього вимушеного переселення в Україні як наслідок воєнних дій».

### Ради ВПО
Рада ВПО — це консультативно-дорадчий орган, який утворюється при органах місцевої влади, аби переселенці, які мешкають у цій громаді, змогли долучитися до процесів, які відбуваються у місцевому самоврядуванні. Станом на квітень 2024-го утворено понад 750 таких Рад.
Ініціатива щодо створення Ради може йти як від самої влади, так і від переселенців. Орган працює на громадських засадах: члени ради та голова ради не отримують оплату або винагороду за свою роботу.
До складу Ради ВПО входить не менше 50 % ВПО, одна третина — це представники влади, інша частина — представники громадських організацій або благодійних фондів, діяльність яких спрямована саме на підтримку внутрішньо переміщених осіб. Головна задача Ради ВПО полягає у допомозі місцевій владі в розробці ефективних довготривалих рішень, спрямованих на інтеграцію внутрішньо переміщених осіб.

Перші пілотні Ради були утворені у 2019 році. Їх було п'ять і запрацювали вони на прифронтових територіях — у Запорізькій, Дніпропетровській, Донецькій, Харківській та Луганській областях. Ініціював створення подібних Рад Благодійний фонд «Стабілізейшен Суппорт Сервісез», попередньо вивчивши успішний досвід діяльності подібних рад в Колумбії. 
«У нас вже є 41 кейс з внесення змін до місцевих нормативно-правових актів, де раніше були певні обмеження щодо внутрішньо переміщених осіб. Стосуються вони програм соціального захисту, медичного забезпечення, оздоровлення дітей в громадах», — розповідає Оксана Савицька, радниця з розвитку Рад ВПО Благодійного фонду «Стабілізейшен Суппорт Сервісез» про ефективність Рад ВПО. 

## Біженці за кордон
18 червня 2014 проросійські активісти на Донбасі відправили частину біженців в Росію, до дитячого будинку поблизу Воронежа, замість обіцяного доправлення до Криму.
Звіт ООН від 28 листопада 2014 року зазначав, що 545 613 осіб виїхали за межі України. З них майже 445 тис. виїхали до Росії, понад 60 тис. — до Білорусі, 27 тис. — до Польщі.
У березні 2015 року, за даними Управління з координації гуманітарних питань при ООН, за кордоном налічувалося понад 760 тисяч біженців з України. З них понад 625 тис. виїхали до Росії, понад 80 тис. — до Білорусі, понад 44 тис. — до Польщі.

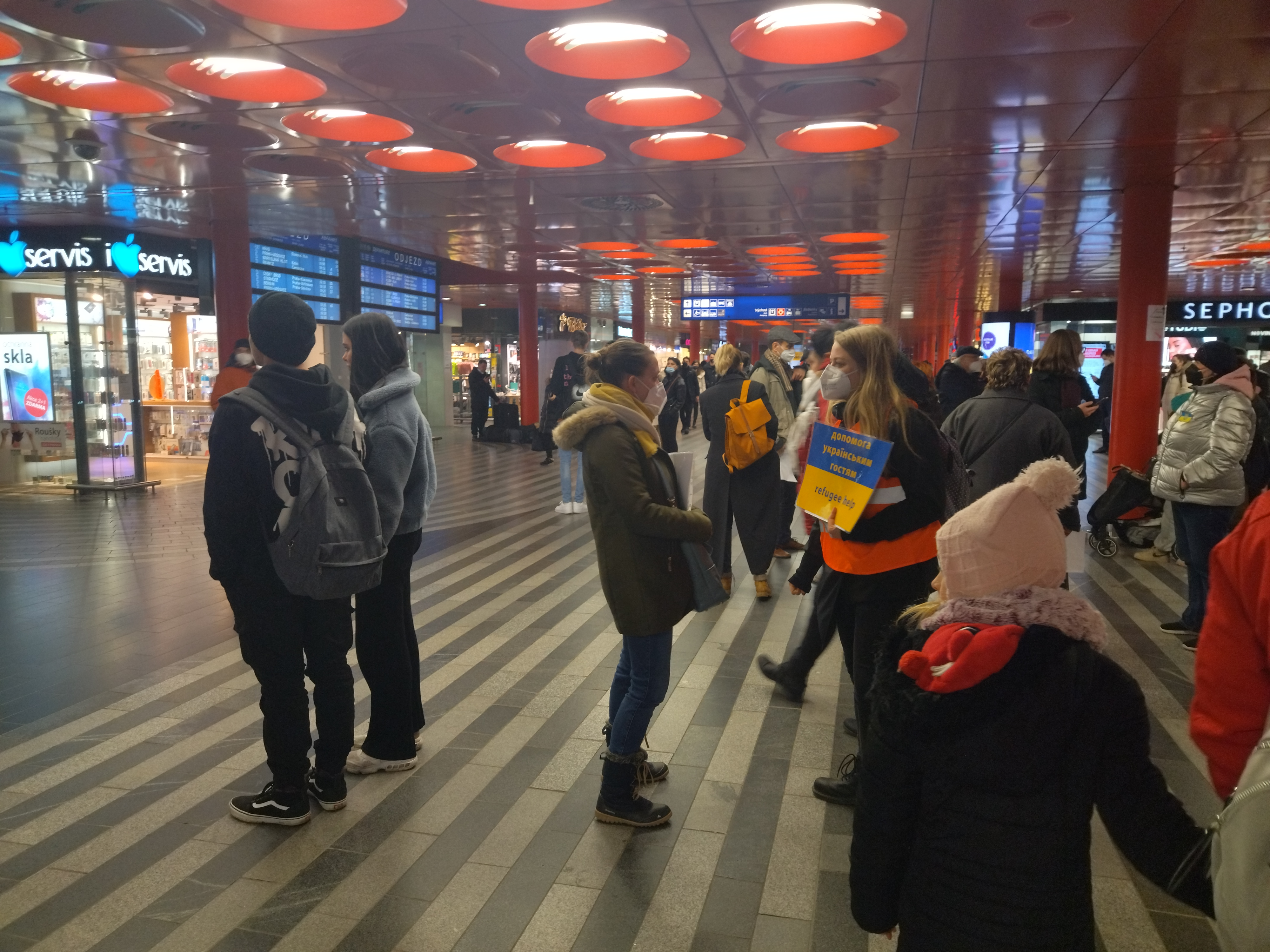
Допомога біженцям у Празі, Чехія

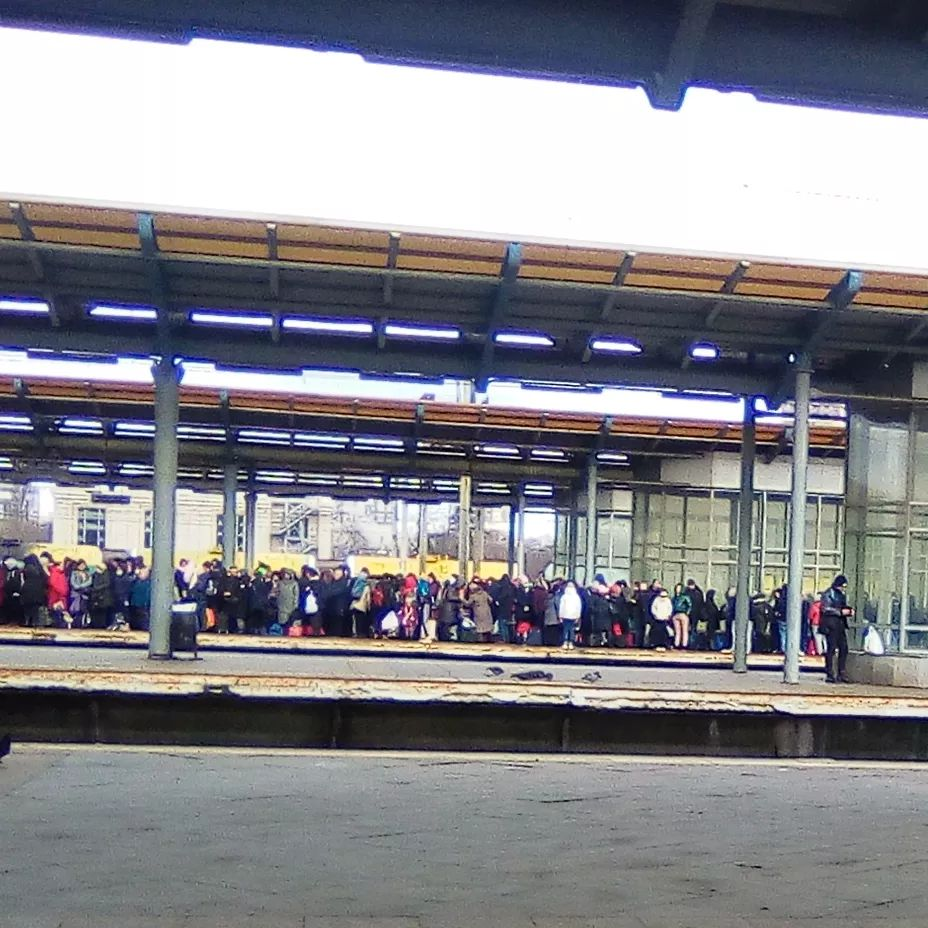
Евакуація громадян з вокзалу «Дарниця»

На лютий 2023 року з початку повномасштабного вторгнення 2022 року, за даними ООН, з України виїхало близько 8 млн людей. Більшість вирушили до Польщі, решта — до Словаччини, Угорщини, Румунії та інших країн. Це стало найбільшою міграційною кризою в Європі з часів Другої світової війни. 146 тис. іноземних студентів покинули Україну.
За повідомленням Кабміну, на територію РФ окупанти депортували близько 1,2 млн жителів України.
Станом на травень 2024 року за даними Євростату найбільше українців отримали тимчасовий захист у таких країнах:
- в Німеччині (1 301 790 людей; 30,9 % від загальної кількості);
- Польщі (955 520 людей; 22,7 %);
- та Чехії (364 375 людей; 8,7 %).[25]

### Повернення біженців
На травень 2022 року понад 1,6 млн громадян повернулися в Україну з-за кордону. З 10 травня 2022 року кількість людей, що повертаються до України, перевищила кількість тих, що виїжджають.
У лютому 2024 ООН опублікувала звіт з дослідженням намірів українців повернутися в Україну. Частка людей, які планують чи очікують повернення в Україну, за рік зменшилася із 77 % до 65 %. Зросла частка тих, хто не визначився: з 18 % до 24 %, а також тих, хто не планує повертатися — з 5 % минулого року до 11 % у 2024 році.
Серед тих, хто планує повернутися, більше тих, хто перебуває у сусідніх країнах (75 %) порівняно з тими, хто знайшов прихисток в інших країнах Європи (62 %). Також планують повернутися ті, чиї родичі залишаються в Україні. Таких людей близько 72 % серед опитаних. А також ті, хто має вцілілий чи частково пошкоджений будинок — таких людей 67 %.
Близько 59 % опитаних людей змушені будуть повернутися в Україну, якщо не знайдуть роботу за кордоном. Половина опитаних приїжджають додому на короткий термін, цей показник зріс на 20 % порівняно з минулим роком.
У травні 2024 року Національний банк України опублікував «Інфляційний звіт» на 2025—2026 рік, з якому також надає прогнози щодо повернення українських біженців у 2025—2026 роках. Очікується повернення мігрантів в Україну, однак доволі повільне через дедалі більшу адаптацію до життя за кордоном. Зокрема, за прогнозами через зменшення іноземної підтримки український переселенців:
- у 2025 році близько 400 тисяч людей можуть повернутися на Батьківщину;
- у 2026 році — близько 800 тисяч людей можуть повернутися додому.[29]

#### Програми ЄС щодо підтримки повернення українських біженців в Україну
- З 1 січня 2024 року Фінляндія надає українцям грант на добровільне повернення у розмірі 5 300 євро.
- Підтримка евакуйованих у Швейцарії коливатиметься від 1000 до 4000 швейцарських франків (40 005—160 021 гривень) на людину, залежно від часу відправлення.
- Заохочуватиме повернення і Чехія. Витрати компенсують частково.
- У Норвегії переселенці зможуть отримати 15 000 норвезьких крон готівкою (50 150 гривень), щоб повернутися додому та влаштуватись в Україні.[30]

## Організації, що допомагають переселенцям
Ряд урядових та громадських організацій (українських та міжнародних) надають допомогу внутрішньо переміщеним особам.
- Громадська організація «КримSOS»[31] — консультації та юридична допомога, гуманітарна допомога, освітні та культурні проєкти (майстер-класи, тренінги, концерти тощо), психологічна допомога; інформаційний центр QirimInfo;
- Громадська організація «Восток-SOS»[32] — пошук житла, гуманітарна допомога, допомога у працевлаштуванні, юридичні консультації;
- Благодійний фонд «Станція Харків»[33] — гуманітарна допомога, служба працевлаштування, юридичні консультації, медпредставник, психологічна допомога, дитячий куточок, майстер-класи, тренінги, концерти;
- Центр зайнятості Вільних людей[34] — працевлаштування та соціальна реабілітація.
- Громадська організація «Донбас Український» (Чернівці) — сприяння в працевлаштуванні, матеріальна, медична, соціальна, психологічна допомога та інша підтримка[35][36].
- Доброго ранку, ми з Маріуполя!

## Законодавча база стосовно ВПО
В Україні питання внутрішньо переміщених осіб регулюється рядом законодавчих актів. До них належать:
- Закон України «Про забезпечення прав і свобод внутрішньо переміщених осіб» № 1706-VII від 20.10.2014
- Закон України «Про забезпечення прав і свобод громадян та правовий режим на тимчасово окупованій території України»[37]
- Закон України «Про створення вільної економічної зони „Крим“ та про особливості здійснення економічної діяльності на тимчасово окупованій території України» № 1636-VII від 12.08.2014[38]

## Міжнародна реакція
В серпні 2016 року Маттайс Еувема (директор МГО Фундації «Міжнародна ініціатива з розвитку дітей» з Нідерландів): «Україна зараз входить до рейтингу ТОП 10 країн світу за кількістю переселенців. До згаданого переліку також належать: Сирія, Нігерія, Ліван, Колумбія, Пакистан, Судан, Ємен, Південний Судан і Демократична республіка Конго».[джерело?]

## Підтримка переселенців за країнами

### Швеція
У 2024 році Швеція планує збільшити виплати евакуйованим українцям до 818 євро на місяць (33 тисячі гривень). Доступне державне безкоштовне чи орендоване житло. У країні досі немає безкоштовних курсів шведської мови, але держава, ймовірно запровадить їх у 2024 році.

### Литва
Українці можуть залишатися у країні до 4 березня 2025 року. Станом на 2024 рік передбачена така допомога:
- одноразову допомогу в кризовій ситуації — 343 євро на дорослого і 240 євро на дитину;
- додаткову щомісячну допомогу у розмірі 137 євро на першу людину та 96 євро на кожного наступного члена домогосподарства;
- люди, які працевлаштовуються можуть отримати підтримку 620 євро;
- людям літнього віку виплачують 109 євро на місяць.[39]

## Переселенці у масовій культурі
Темі внутрішньо переміщених осіб в Україні присвячено документальний фільм «Життя спочатку» з циклу Місто героїв.

## Медіа
У квітні 2022 року громадська організація Агенція розвитку локальних медіа «Або» запустило тематичне медіа Евакуація.City, яке висвітлює всі питання, пов'язані з екавуацією та переміщенням українців через російсько-українську війну, відстежує програми допомоги, адаптації, повернення.